# رونالد ام اوانس
 رونالد ام اوانس (انگلیسی: Ronald M. Evans؛ زادهٔ ۱۷ آوریل ۱۹۴۹) یک زیست‌شناس اهل ایالات متحده آمریکا است. 